# Кинцуги

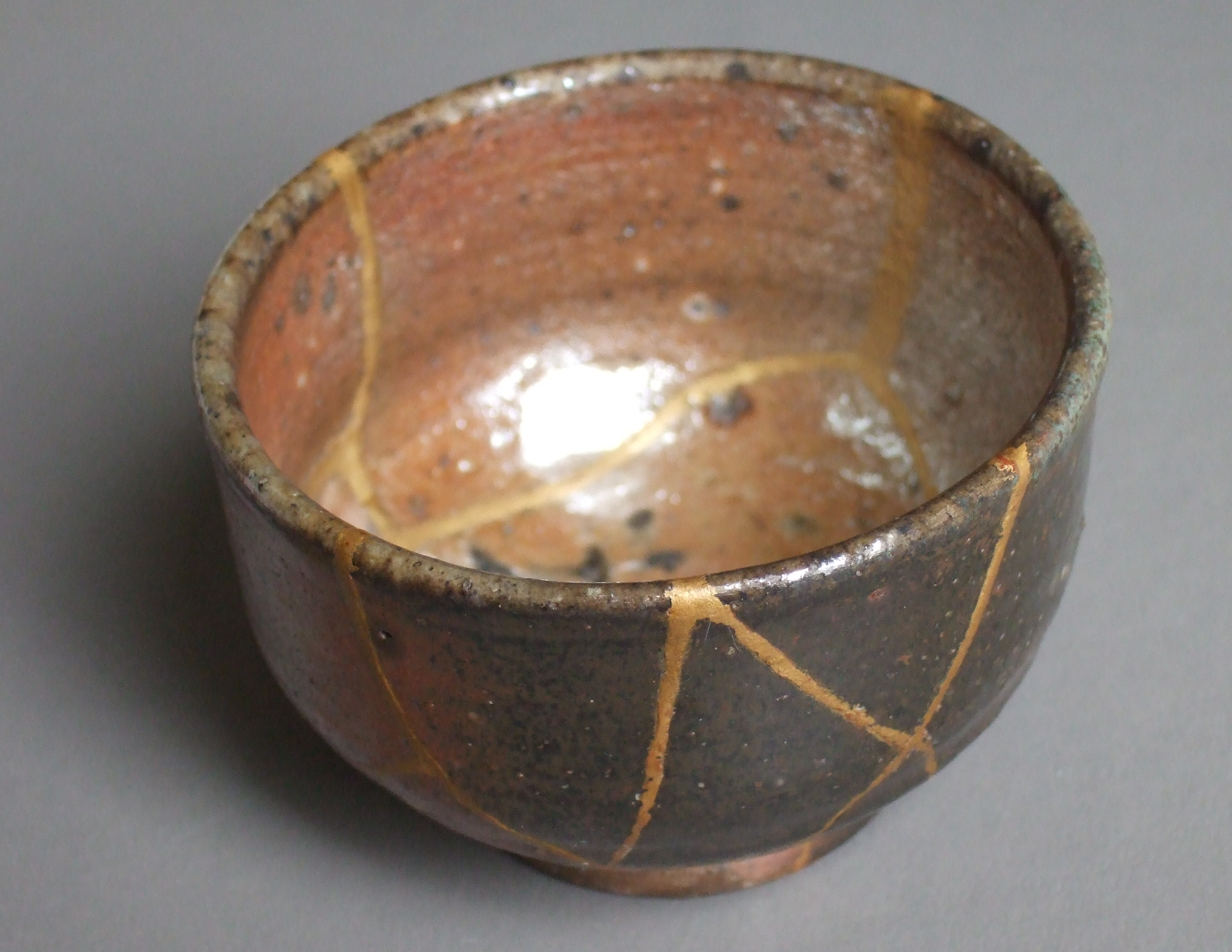
Отреставрированная чаша

Кинцуги (яп. 金継ぎ — золотая заплатка), или кинцукурой (яп. 金繕い — золотой ремонт), — японское искусство реставрации керамических изделий с помощью лака, полученного из сока лакового дерева (уруси), смешанного с золотым, серебряным или платиновым порошком. Техника близка к маки-э. Философская основа искусства кинцуги заключается прежде всего в том, что поломки и трещины неотъемлемы от истории объекта и поэтому не заслуживают забвения и маскировки.

## История
История лакокерамических произведений искусства в Японии уходит корнями в далёкое прошлое. Вероятно, в какой-то момент методы керамического ремонта скрестили с маки-э, техникой рисования золотым порошком на лаке. Одна из версий датирует возникновение искусства кинцуги XV веком, когда японский сёгун Асикага Ёсимаса отправил на реставрацию повреждённую китайскую чайную чашу: китайские мастера возвратили её с уродливыми железными скрепами, и сёгун приказал их японским коллегам искать более эстетичные подходы. В какой-то момент коллекционеры настолько увлеклись кинцуги, что некоторых даже обвиняли в намеренном разбивании ценного фарфора только ради того, чтобы отремонтировать его золотыми швами. Искусство кинцуги стало ассоциироваться с чайной церемонией и участвующими в ней керамическими изделиями. Техника популярна прежде всего среди японских мастеров, хотя нередко применяется к вещам, первоначально сделанным в Китае, Вьетнаме или Корее.

## Философия
Концептуально взгляд кинцуги близок философии ваби-саби и состоит в принятии недостатков и изъянов. Японская эстетика высоко ценит детали, подчёркивающие износ от использования предмета: с такой точки зрения кинцуги выигрывает как с практической стороны, позволяя продолжать использовать вещь после её повреждения, так и с эстетической, выделяя трещины и следы ремонта в контексте продолжения, а не окончания, её жизни.
Кинцуги также близко к японской философии мусин (яп. 無心, «чистый разум») с её концепциями непривязанности к вещам, принятия перемен и предназначения как аспектов человеческой жизни. Кинцуги не только не прячет повреждения, но и выделяет их, явно напоминая о бренности бытия и превратностях судьбы, неотвратимо присутствующих как в прошлом, так и в будущем. Это принятие мучительности существования и сочувствие вещам также известно в Японии под именем моно-но аварэ.

## Разновидности
Известно несколько основных подвидов кинцуги:
- трещина (яп. ひび хиби) — использование золотой пыли со смолой или лаком вместо клея с минимальным объёмом недостающих частей;
- мозаика (яп. 欠けの金継ぎ例 какэ но кинцуги рэй, дословно «заполнение отсутствующих фрагментов») — выполняется золотом или золотой эмалью;
- стыковка (яп. 呼び継ぎ ёбицуги) — замена отсутствующих частей другими, подходящими по форме, но не обязательно по фактуре и цвету.

## Похожие техники

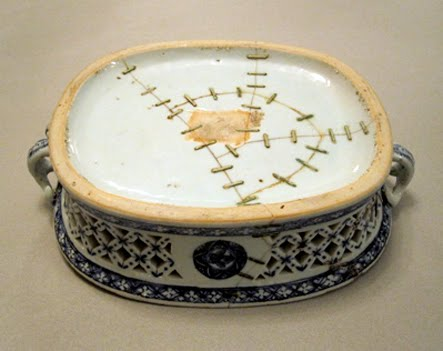
Нанкинская ваза ок. 1750 г., отреставрированная скрепами

Ремонт с помощью металлических скреп — популярная техника в ремонте керамических изделий. По краям трещины сверлятся небольшие отверстия, в которых закрепляются загнутые с обратной стороны скрепы. Эта техника использовалась в России, Китае, Англии и других странах.

## Влияние на современное искусство и культуру
Современные художники используют кинцуги для исследования ощущения утраты, соединения и улучшения через разрушение. Предметы искусства, где использовалась эта техника, выставлялись в Художественной галерее Фрира Смитсоновского института, музее искусства «Метрополитен», музее искусств Герберта Ф. Джонсона и других местах.
Восстановленный шлем Кайло Рена в фильме «Звёздные войны: Скайуокер. Восход» был вдохновлён техникой кинцуги.